# Elezioni presidenziali in Venezuela del 2018
Le elezioni presidenziali in Venezuela del 2018 si tennero il 20 maggio; esse videro la vittoria del presidente uscente Nicolás Maduro, rieletto per un secondo mandato nonostante le contestazioni delle opposizioni e i rilievi mossi da diversi Stati in merito alla trasparenza del procedimento elettorale.
L'affluenza si fermò al 46,07%; secondo le opposizioni, alcune delle quali avevano boicottato il voto, i votanti sarebbero stati addirittura solo il 30%.

## Contesto
Sono state delle elezioni anticipate, dato che la scadenza naturale era prevista per il mese di dicembre dello stesso anno, e sono state prima indette inizialmente per il 22 aprile 2018, e successivamente rimandate al mese di maggio.
Diverse ONG venezuelane hanno espresso preoccupazione per diverse irregolarità del procedimento elettorale, tra cui la mancanza di competenza da parte dell'Assemblea nazionale costituente nell'indire le elezioni, l'impedimento della partecipazione dei partiti politici d'opposizione (Primero Justicia, Azione Democratica e Volontà Popolare) e la mancanza di tempo per le funzioni elettorali standard.
Per questo motivo, l'ONU, l'Unione europea, l'Organizzazione degli Stati americani, il Gruppo di Lima e alcuni Stati come l'Australia e gli Stati Uniti hanno respinto il processo elettorale. Altri Paesi, tra cui Cina, Cuba, Iran, Corea del Nord, Russia, Siria e Turchia hanno invece riconosciuto la validità del risultato elettorale.
I due principali candidati oppositori di Maduro, Henri Falcón e Javier Bertucci, hanno rifiutato i risultati, affermando che l'elezione è stata viziata da irregolarità. Bertucci dapprima ha chiesto di ripetere le elezioni senza Maduro, ma in seguito ha riconosciuto il risultato, confermando comunque le sue critiche alle azioni del governo.
Maduro si è insiedato per il secondo mandato il 10 gennaio 2019, ma il suo ufficio è stato contestato dall'Assemblea nazionale e dal suo presidente, dando così inizio alla crisi presidenziale venezuelana del 2019.

## Risultati
| Nicolás Maduro   | Partito Socialista Unito del Venezuela | 6 248 864 | 67,85 |  |  |  |  |  |
| Henri Falcón     | Avanzata Progressista - COPEI          | 1 927 958 | 20,93 |  |  |  |  |  |
| Javier Bertucci  | Speranza per il Cambiamento            | 989 761   | 10,75 |  |  |  |  |  |
| Reinaldo Quijada | Unità Politica Popolare 89             | 43 194    | 0,47  |  |  |  |  |  |
| Totale           | Totale                                 | 9 209 777 | 100   |  |  |  |  |  |
|                  |                                        |           |       |  |  |  |  |  |
| Voti non validi  | Voti non validi                        | 179 279   | 1,91  |  |  |  |  |  |
| Votanti          | Votanti                                | 9 389 056 |       |  |  |  |  |  |

## Reazioni
- Brasile: il presidente brasiliano Jair Bolsonaro ha dichiarato che farà tutto il possibile per "ristabilire ordine, democrazia e libertà" in Venezuela. L'amministrazione Bolsonaro ha dichiarato il 12 gennaio 2019 di riconoscere Juan Guaidó come legittimo presidente del Venezuela.

- Cina: la Cina era originariamente in arrivo con il sostegno di Maduro con il portavoce del Ministero degli Affari Esteri Hua Chunying affermando che la Cina "sostiene gli sforzi compiuti dal governo venezuelano per proteggere la sovranità, l'indipendenza e la stabilità del paese" e "si oppone alle forze straniere dall'interferire negli affari del Venezuela". All'inizio di febbraio è stato riferito che stava prendendo una posizione più neutrale per paura di alienare potenziali relazioni nei principali paesi del Sud America che supportano Guaidó, nonché a causa della frustrazione per l'incapacità del Venezuela di rimborsare il debito, la Cina ha prestato al Venezuela $ 67 miliardi di dollari. Geng Shuang, un portavoce del ministero degli Esteri cinese, ha dichiarato che accordi commerciali della Cina non ne risentirebbe “non importa come cambiano le circostanze ", e ha inoltre dichiarato che la Cina è stata in trattative con 'tutte le parti'. Ci deve anche essere stata la prova del malcontento pubblico cinese per la quantità di denaro che è stata data al Venezuela, che alcuni sarebbero stati meglio usati in Cina. Secondo il Wall Street Journal, La Cina ha tenuto incontri con diplomatici del governo di Guaidó per discutere degli investimenti cinesi in Venezuela; una portavoce del Ministero degli Affari Esteri cinese ha negato queste affermazioni, affermando che si tratta di "informazioni false". L'8 marzo, il ministro degli Esteri Wang Yi ha ribadito l'opposizione della Cina alle sanzioni emesse e il sostegno al dialogo tra l'opposizione e il governo venezuelani. Il 5 giugno, il presidente cinese Xi Jinping ha affermato che il suo paese è pronto a collaborare con la comunità internazionale per svolgere un ruolo costruttivo con il Venezuela e aiutare il paese a riprendere al più presto un normale percorso di sviluppo, contrastando interferenze straniere, sanzioni unilaterali, uso della forza o minacce dell'uso della forza quando si tratta della situazione attuale. Inoltre, il presidente Xi ha affermato che l'attuale crisi dovrebbe essere risolta dal partito al governo e dall'opposizione attraverso un dialogo politico e una consultazione inclusivi nel quadro della Costituzione venezuelana.

- Iran: il portavoce del Ministero degli Affari Esteri iraniano ha dichiarato che l'Iran "sostiene il governo e la nazione del Venezuela contro qualsiasi tipo di interferenza straniera nei suoi affari interni".

- Russia: la Russia è stata una sostenitrice di Nicolas Maduro, oltre ad essere stata alleata militare ed economica da quando era sotto Hugo Chavez. La Russia ha fatto dimostrazioni di forza, come far volare in Venezuela due bombardieri nucleari Tu-160. Oltre al sostegno diretto, la Russia agisce anche come sostenitore vocale di Maduro nelle Nazioni Unite ed è stato uno dei principali trafficanti di armi del paese. Le reazioni interne in Russia alla situazione sono state mescolate con alcune pubblicazioni che elogiano il sostegno della Russia a Maduro e la sua disponibilità a confrontarsi con gli Stati Uniti, e altre criticano gli aiuti economici al Venezuela che ritengono un buco nero economico. La compagnia petrolifera nazionale Rosneft ha investito molto in numerose joint venture con la compagnia petrolifera statale venezuelana PDVSA. Rosneft ha effettuato investimenti diretti in sei giacimenti petroliferi venezuelani per un totale di circa $ 2,5 miliardi di dollari. Rosneft ha anche agito in qualità di grande prestatore e commerciante di petrolio per il Venezuela aiutandolo a vendere 225.000 barili al giorno di forniture di greggio all'estero. Ha concesso ingenti prestiti alla società con $ 2,7 miliardi di dollari in circolazione; per compensare il rischio PDVSA ha promesso una partecipazione del 49,9% della controllata Citgo come garanzia per i prestiti in essere. Il 5 giugno, a seguito di colloqui con il presidente cinese Xi Jinping, il presidente Vladimir Putin auspica che la situazione in Venezuela si stabilizzi.

- Turchia: il presidente turco Recep Tayyip Erdoğan ha telefonato a Maduro per offrire supporto. Secondo Haaretz, "Erdogan si è impegnato a investire nel fallimento dell'economia venezuelana durante il viaggio, con Maduro che sostiene che le imprese turche pomperebbero circa 4,5 miliardi di euro nel paese". Il 1º aprile, il ministro degli Esteri Mevlüt Çavuşoğlu ha dichiarato al suo omologo venezuelano Jorge Arreaza che la Turchia continuerà a sostenere il governo Maduro e ad approfondire la sua cooperazione "in tutti i campi" nonostante le pressioni degli Stati Uniti. Tuttavia, nell'agosto 2019, Ziraat Bankası, la più grande banca turca per attività, ha smesso di offrire servizi alla Banca centrale del Venezuela.

- Stati Uniti: il 15 gennaio è stato segnalato che il presidente degli Stati Uniti Donald Trump stava deliberando se riconoscere ufficialmente Guaidó,  che ha fatto il 23 gennaio. Il vicepresidente americano Mike Pence ha pubblicato un video il 23 gennaio a sostegno di Guaidó e del popolo venezuelano. Gli Stati Uniti sono stati la prima nazione a riconoscere Guaidó dopo aver prestato giuramento il 23, con Trump e Pence che hanno inviato il loro sostegno e solidarietà nonché il riconoscimento ufficiale; altri paesi hanno seguito l'esempio. In risposta Maduro ordinò l'espulsione dei diplomatici statunitensi, dando loro 72 ore per lasciare il Venezuela. Gli Stati Uniti hanno dichiarato che non chiuderanno la propria ambasciata, affermando che le loro relazioni diplomatiche erano con il governo di Guaidó e che ritenevano Maduro responsabile della sicurezza del proprio personale. Il 26 gennaio 2019, solo poche ore prima della scadenza, il governo Maduro ha fatto marcia indietro sul suo ordine di espulsione, dando ai diplomatici statunitensi altri 30 giorni. Il segretario di Stato Mike Pompeo nominò Elliott Abrams come inviato speciale degli Stati Uniti in Venezuela. Il 28 gennaio gli Stati Uniti hanno imposto sanzioni a PDVSA. Gli Stati Uniti hanno rappresentato il 41% degli acquisti dell'azienda, che rappresenta il principale input per l'economia venezuelana. Il 22 febbraio - lo stesso giorno del concerto di Venezuela Aid Live, che Maduro sosteneva fosse parte di uno sforzo per rovesciarlo - il Venezuela ha prorogato la scadenza per i diplomatici statunitensi di lasciare altri 30 giorni. Il 12 marzo, gli Stati Uniti hanno annunciato che stava ritirando i suoi diplomatici da Caracas.

- Città del Vaticano: il Corriere della Sera ha citato una copia trapelata di una lettera privata inviata da Papa Francesco a Maduro il 7 febbraio 2019 in risposta a una lettera scritta da Maduro chiedendo al papa di mediare. La risposta di Papa Francesco - indirizzata a "Sua Eccellenza Sig. Nicolás Maduro Moros" - ha affermato che ciò che era stato concordato nei negoziati precedenti non era stato seguito. Tali condizioni, ancora applicabili, erano: aprire un canale per gli aiuti umanitari, tenere elezioni libere, prigionieri politici liberi e ristabilire l'Assemblea nazionale eletta costituzionalmente. Secondo Andrea Gagliarducci, scrivendo per la Catholic News Agency, non rivolgendosi a Maduro come presidente, il Papa era d'accordo con la posizione assunta dai vescovi venezuelani, che sostengono che l'elezione di Maduro fosse illegittima.

- Unione europea: Francia, Regno Unito, Germania e Spagna hanno affermato di riconoscere Juan Guaidó come presidente legittimo nel caso in cui non ci fossero state nuove elezioni. Hanno perciò condannato il regime di Maduro.

- Italia: Matteo Salvini sembrò più che deciso a riconoscere Guaidó, il Movimento Cinque Stelle avrebbe optato invece per una posizione di non ingerenza, senza perciò voler contrastare esplicitamente la politica di Maduro[17].